# Elitloppet 1981
Elitloppet 1981 var den 30:e upplagan av Elitloppet, som gick av stapeln söndagen den 31 maj 1981 på Solvalla i Stockholm. Finalen vanns av den franska hästen Jorky, körd och tränad av Léopold Verroken.
1981 års Elitlopp såg på förhand ut att bli sportsligt urvattnad, då det länge letades efter en utmanare till fjolårsvinnaren Idéal du Gazeau. Hästarna Jorky, Express Gaxe och Classical Way bjöds in, men alla tre tackade nej. Till sist så ändrade kretsen kring Jorky sig och tackade ja, och från USA kom Burgomeister och Devil Hanover, som varit etta och tvåa i Hambletonian Stakes året innan.
Även tröstloppet Elitloppet Consolation kördes detta år, för de hästar som deltagit i kvalheaten, men som inte lyckats kvala in till finalen.

## Upplägg och genomförande
Elitloppet är ett inbjudningslopp och varje år bjuds 16 hästar som utmärkt sig in till Elitloppet. Hästarna lottas in i två kvalheat, och de fyra bästa i varje försök går vidare till finalen som sker 2–3 timmar senare samma dag. Desto bättre placering i kvalheatet, desto tidigare får hästens tränare välja startspår inför finalen. Samtliga tre lopp travas sedan 1965 över sprinterdistansen 1 609 meter (engelska milen) med autostart (bilstart). I Elitloppet 1981 var förstapris i finalen 250 000 kronor, och 50 000 kronor i respektive kvalheat.

## Kvalheat 1
| P | S | Häst              | Kusk               | Tränare           | Land      | Odds  | Tid      |
| - | - | ----------------- | ------------------ | ----------------- | --------- | ----- | -------- |
| 1 | 2 | Burgomeister      | William Haughton   | William Haughton  | USA       | 1,83  | 1.13,0   |
| 2 | 6 | Jorky             | Léopold Verroken   | Léopold Verroken  | Frankrike | 3,10  | 1.13,1   |
| 3 | 4 | Speedy Min        | Karl-Gösta Fylking | Gunnar Lindgren   | Sverige   | 4,30  | 1.13,5   |
| 4 | 1 | Valuable Donut    | Stig H. Johansson  | Stig H. Johansson | Sverige   | 33,20 | 1.13,8   |
| 0 | 7 | Ex Lee            | Dan Wegebrand      | Dan Wegebrand     | Sverige   | 16,60 | 1.14,4   |
| 0 | 3 | Barbro Assassin   | Einari Vidgren     | Einari Vidgren    | Finland   | 23,90 | 1.15,5ag |
| 0 | 5 | Glenquin          | Joe O'Brien        | Birger Jansen     | Danmark   | 79,10 | 1.17,7ag |
| 0 | 8 | Our Dream Of Mite | Sergio Pesulo      | Sergio Pesulo     | Italien   | 72,90 | 1.17,8ag |

## Kvalheat 2
| P | S | Häst            | Kusk               | Tränare            | Land      | Odds  | Tid    |
| - | - | --------------- | ------------------ | ------------------ | --------- | ----- | ------ |
| 1 | 8 | Idéal du Gazeau | Eugène Lefèvre     | Eugène Lefèvre     | Frankrike | 1,49  | 1.13,5 |
| 2 | 3 | Super Mon       | Pekka Korpi        | Pekka Korpi        | Finland   | 6,00  | 1.13,6 |
| 3 | 7 | Crown's Pride   | Vittorio Guzzinati | Vittorio Guzzinati | Italien   | 38,60 | 1.13,8 |
| 4 | 2 | Pamir Brodde    | Karl-Erik Nilsson  | Karl-Erik Nilsson  | Sverige   | 8,60  | 1.13,9 |
| 0 | 1 | Keystone Patrol | Heinz Gülden       | Heinz Gülden       | Tyskland  | 76,50 | 1.14,0 |
| 0 | 4 | Jet D'Emeraude  | Stig Engberg       | Stig Engberg       | Sverige   | 41,30 | 1.14,1 |
| 0 | 5 | Norine Hanover  | Bo W. Takter       | Bo W. Takter       | Sverige   | 16,70 | 1.14,1 |
| 0 | 6 | Devil Hanover   | Delvin Miller      | Delvin Miller      | USA       | 5,60  | 1.15,0 |

## Finalheat
| P | S | Häst            | Kusk               | Tränare            | Land      | Odds   | Tid      |
| - | - | --------------- | ------------------ | ------------------ | --------- | ------ | -------- |
| 1 | 4 | Jorky           | Léopold Verroken   | Léopold Verroken   | Frankrike | 3,65   | 1.13,2   |
| 2 | 5 | Speedy Min      | Karl-Gösta Fylking | Gunnar Lindgren    | Sverige   | 39,50  | 1.13,5   |
| 3 | 8 | Pamir Brodde    | Karl-Erik Nilsson  | Karl-Erik Nilsson  | Sverige   | 147,30 | 1.13,6   |
| 4 | 1 | Super Mon       | Pekka Korpi        | Pekka Korpi        | Finland   | 26,90  | 1.13,6   |
| 5 | 6 | Crown's Pride   | Vittorio Guzzinati | Vittorio Guzzinati | Italien   | 160,70 | 1.13,8ag |
| 6 | 3 | Idéal du Gazeau | Eugène Lefèvre     | Eugène Lefèvre     | Frankrike | 1,90   | 1.14,3   |
| 7 | 7 | Valuable Donut  | Stig H. Johansson  | Stig H. Johansson  | Sverige   | 259,40 | 1.14,3   |
| 8 | 2 | Burgomeister    | William Haughton   | William Haughton   | USA       | 2,60   | r1.17,1g |